# Océanite maori
Fregetta maoriana
Espèce
Synonymes
- Oceanites oceanicus maorianus
- Oceanites maorianus
- Pealeornis maoriana

Statut de conservation UICN

 CR D : 
En danger critique
L'Océanite maori (Fregetta maoriana, anciennement Oceanites maorianus), est une espèce d'oiseaux de la famille des Oceanitidae. C'est une espèce monotypique.

## Répartition
Cet oiseau vit au large des côtes nord de la Nouvelle-Zélande, notamment sur l'île de la Petite Barrière.

## Conservation et systématique
On pensait cette espèce disparue depuis 150 ans, quand en 2003 des individus ressemblants aux spécimens conservés dans les collections ont été découverts. Les travaux de Robertson et al. (2011) montrent, par des analyses génétiques, que ces individus sont bien de la même espèce que les spécimens des collections, et que cette espèce est plus proche des espèces du genre Fregetta que celles du genre Oceanites. Ils confirment ainsi que Fregetta maoriana est bien une espèce à part entière et non une forme de l'Océanite de Wilson (Oceanites oceanicus).